# Silvio Baccaglio
Silvio Baccaglio (Minusio, 12 ottobre 1905 – Locarno, 25 ottobre 2000) è stato un pittore e decoratore svizzero.
Prima di darsi all'hobby di dipingere, faceva l'imbianchino nell'impresa di suo fratello. I suoi quadri rappresentano paesaggi tipici montagnoli, specialmente Cimalmotto, dove ha passato la sua infanzia come pastore in montagna. Era specializzato nei ritratti caricatura delle persone del paese.